# اسکای‌بورگ
اسکای‌بورگ (به انگلیسی: Skyborg) یک برنامه پیشرو نیروی هوایی ایالات متحده آمریکا است که می‌کوشد پهپاد رزمی را برای همکاری با هواگرد جنگنده سرنشین‌دار توسعه دهد. در آغاز قراردادهایی با بوئینگ، جنرال اتمیکس، کریتوس و نورثروپ گرامن منعقد شد.

## توسعه
در ۲۹ سپتامبر ۲۰۲۰، نیروی هوایی آمریکا با ۹ مجموعه «ارووایرونمنت، اتونوداین ال‌ال‌سی، بی‌ای‌ئی سیستمز، بلو فورس تکنالوجیز، فرگاتا سیستمز ال‌ال‌سی، لاکهید مارتین، نکسجن ایروناتیک، سیرا تکنیکال سرویسز و دانشگاه ایالتی ویچیتا» قرارداد ساخت نمونه و آزمایش براساس برنامه اسکای‌بورگ منعقد کرد. در ۲۱ دسامبر ۲۰۲۰، شرکت «وولی دیفنس سولوشنز ال‌ال‌سی» به قرارداد اضافه شد.